# Maria de Sousa e Mesquita
Maria de Sousa e Mesquita, foi a 11ª Senhoria de Santarém, bisneta do heptaneto do rei D. Afonso III de Portugal, descendente do rei Afonso Henriques.
A sua origem remonta aos reis visigodos, como deduzem os genealogistas em gerações seguidas até o primeiro do apelido, que foi D. Egas Gomes de Sousa, descendente de Fernando I, o Magno (1017-1065), rei de Castela (1035-1065) e Leão (1037-1065). Foi 9º Senhora de Serva e Atei, Senhora da Torre de Santo Estêvão e 9º Senhor de juro e herdade de Penaguião, Gestaçô e Fontes.

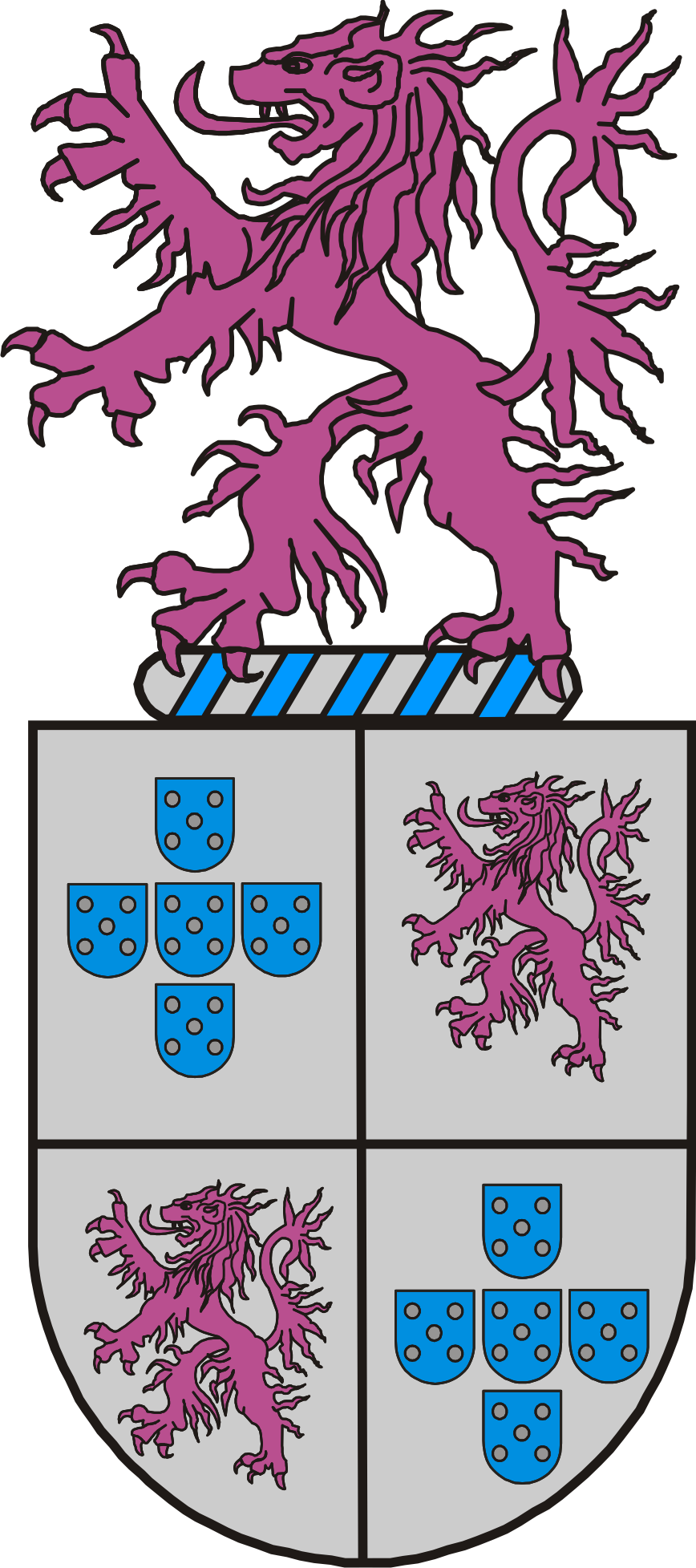
Brasão da Família Souza-Prado

## Relações familiares
Filha de Pedro de Sousa Chicharo e Eugénia de Mesquita, é bisneta do heptaneto do rei D. Afonso III de Portugal (5 de Maio de 1210 -?) e Madragana Ben Aloandro, descendente do Rei Afonso Henriques e pentaneta de D. Lopo Dias de Sousa 1362, Senhor de Mafra,  Ericeira e Enxara dos Cavaleiros.
Descendente directa de Fernando I, o Magno (1017-1065), rei de Castela (1035-1065).
Prima de 9ª geração de D. Fernando de Portugal, Duque de Viseu (1433-1470), prima de 9º grau do rei D. João III e do Cardeal Henrique, rei de Portugal (1512-1580).
Casou-se com Sebastião Correia Pinto Montenegro de quem teve três filhos:
- Luis Correia de Sousa Montenegro
- Antonio Correia
- António Sousa Chícharo, comêndador de Santarém, balio "ad honorem".

## Títulos
- D. Maria de Sousa de Portugal
- Senhora de Santarém
- Senhora de Serva e Atei
- Senhora de Penaguião, Gestaçô e Fontes
- Senhora da torre de Stº Estêvão